# Karboxylgrupp

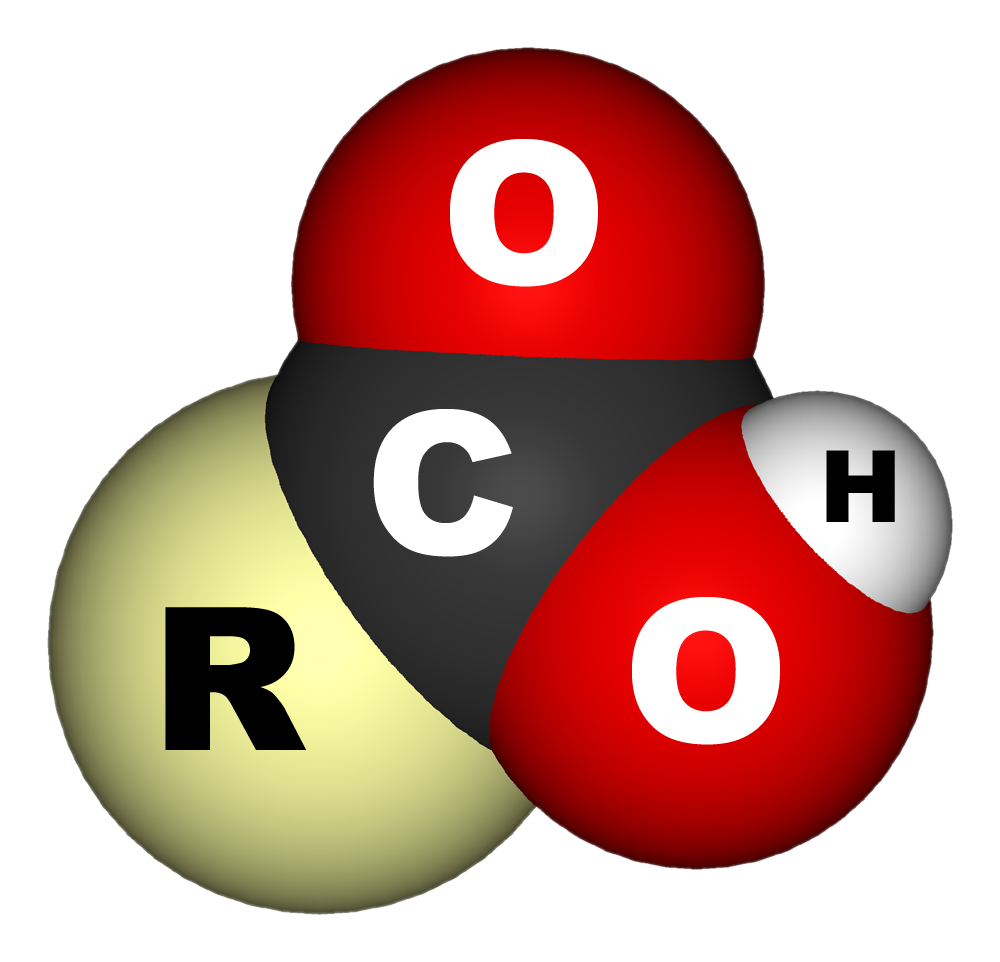
R är en godtycklig molekyldel till vilken karboxylgruppen är bunden.

En karboxylgrupp är en funktionell grupp ingående i molekyl som består av en kolatom, två syreatomer och en väteatom, eller annorlunda uttryckt: en hydroxylgrupp samt en karbonylgrupp bundna till samma kolatom. Formelmässigt brukar en karboxylgrupp skrivas -COOH. Strukturformeln för gruppen är:

där R är resten av molekylen, oftast en kolkedja. De ämnen som innehåller minst en karboxylgrupp per molekyl kallas karboxylsyror.
Karboxylgrupper finns i organiska syror.